# Kulango (Sprache)
Das Kulango ist die Sprache des Kulango-Volkes in der Elfenbeinküste, die auch in Ghana gesprochen wird. 
Grundsätzlich werden zwei Sprachgruppen unterschieden, Kulango (Bonboukou) und Kulango (Bouna). 
Kulango (Bonboukou) (auch Nkuraeng, Nkurange, Koulango, Kulange, Kolango und Bonduku Kulango) wird in der Elfenbeinküste von ca. 77.000 Menschen gesprochen. Das Hauptverbreitungsgebiet von Kulango (Bonboukou) liegt im östlichen Verwaltungsdistrikt im Département de Bondoukou. In Ghana wird Kulango (Bonboukou) von 27.000 Sprechern (2003 GILLBT) im zentralen Westen Ghanas, westlich von Wenchi gesprochen. 
Kulango (Bouna) (auch Koulango, Kulange, Nkuraeng, Nkurange, Nkuraeng, Buna Kulango, Bouna Koulango) wird in der Elfenbeinküste von ca. 142.000 (1993) Menschen gesprochen. In Ghana sprechen ca. 15.500 Menschen Kulango (Bouna). 
Die Sprecher von Kulango (Bouna) sollen Kulango (Bonboukou) verstehen können, jedoch gilt dieses nicht umgekehrt. Dialekte von Kulani (Bouna) sind Sekwa und Nabanj. Beide kommen in Ghana vor, in der Elfenbeinküste wird nur Nabanj gesprochen.